# Estatua de Charles Rolls
La Estatua de Charles Rolls (en galés: Cerflun o Charles Rolls; en inglés: Statue of Charles Rolls) es un monumento al pionero de la aviación y del automóvil Charles Rolls, que se encuentra enfrente de la Sala Shire, en la plaza de Agincourt de la ciudad de Monmouth, en Gales (Reino Unido). La estatua de 2,4 m de alto es de bronce y fue diseñada por Sir William Goscombe John, con el zócalo de granito rosa diseñado por Sir Aston Webb. El monumento es una estructura catalogada como de grado II. Charles Stewart Rolls, cofundador de la empresa fabricante de automóviles y de motores de aviación Rolls-Royce, era el tercer hijo de John Rolls, I barón de Llangattock, y su casa familiar estaba al norte de la ciudad. La familia de Rolls eran terratenientes importantes en el siglo XIX y de los principales benefactores de la ciudad y del condado.